# 孤児

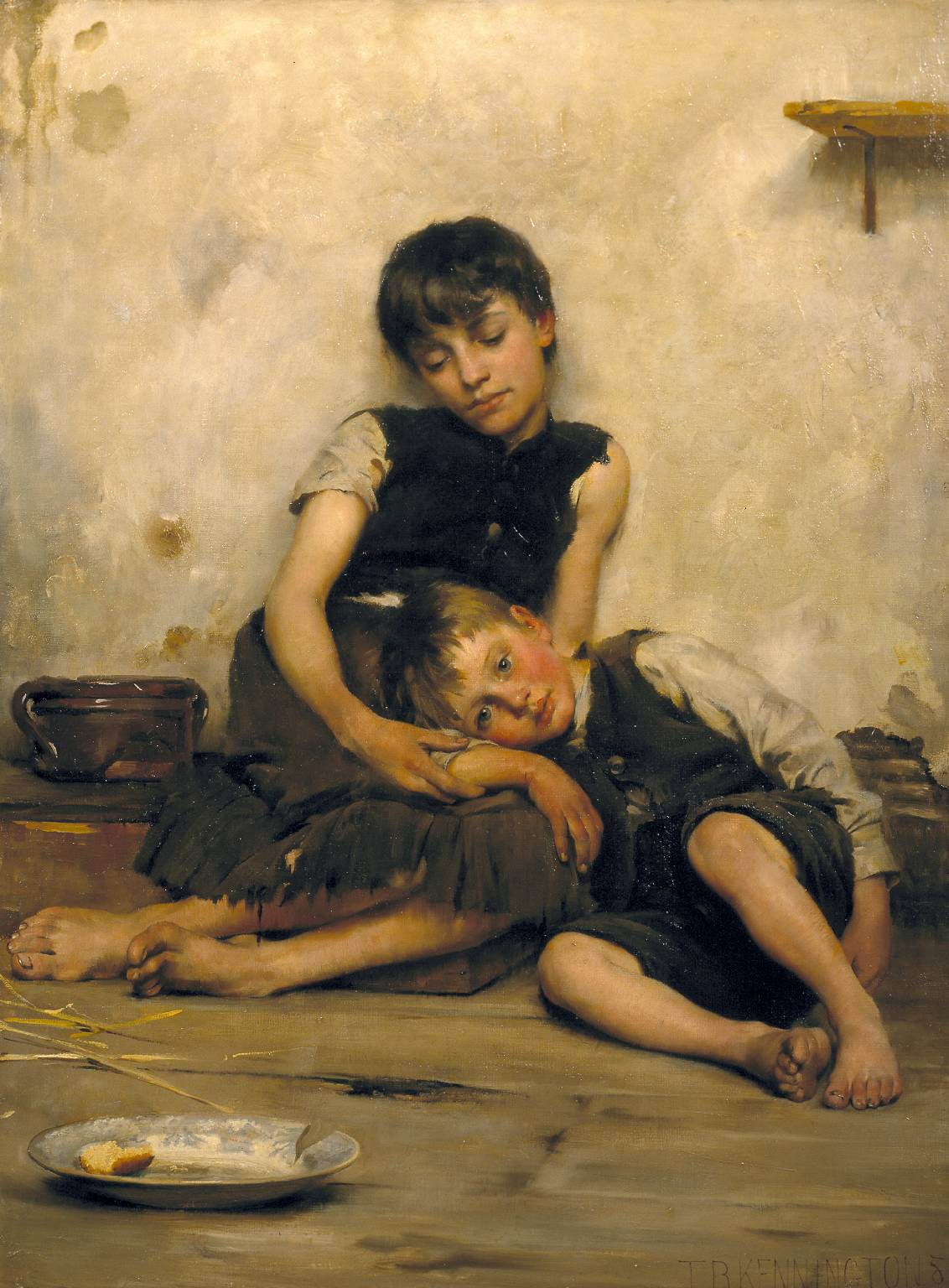
トーマス・ベンジャミン・ケニントン "Orphans "／イングランド人画家の手になる1885年の油彩画。姉弟と思しき2人の貧しい孤児を描いている。邦題は確認できないが、原題（英題）は「孤児達」の意。

孤児（こじ、みなしご）とは、両親・親戚等の保護者のいない未成年者のこと。狭義では生みの両親が死別、または行方不明となった未成年者を指す。
戦争や内戦が起きると、戦闘や空襲に民間人が巻き込まれ死亡し、両親を失い孤児となる子供が大量に出現する。それは古今東西、変わらない。第一次世界大戦、特に航空機により市民が暮らす都市への無差別爆撃が行われるようになった第二次世界大戦では、多くの国で多くの子供が孤児となってしまった。日本でも太平洋戦争が原因で多くの子供が孤児となってしまい都市部にあふれ、戦後、そういう子供を戦災孤児と呼んだ。だが、今この瞬間も、イスラエルとパレスチナの紛争、アフガニスタン国内での紛争、シリア国内のアサド政権とその政権に反対する国民の泥沼の内戦、ロシアによるウクライナ侵略など、我々が暮らすこの地球上で起き続けている戦争や内紛が原因で多くの孤児が生じ続けている。
それに加えて、まず両親のどちらかが先に亡くなり一人親家庭となり、その後その親に疾病、貧困などが起き養育しきれなくなり、親が追い詰められ子供を置いて自殺したり失踪してしまう場合なども孤児となってしまう。また親が離婚時に相手への強い憎悪を子供に向け両親とも子供の養育を拒否してしまう場合も子供は孤児となってしまう。ユニセフによると、HIVウィルス（エイズ）が原因で親を失い孤児となってしまった子供もいる。
ユニセフの調査と分析によると、現在子どもが施設（児童養護施設）で暮らすことになる主要なリスク要因は、家庭崩壊、疾病（健康面の問題）、障害（身体障害）、貧困、社会的サービスの提供が不十分であること（社会福祉制度や、疾病者への援助、一人親家庭への援助 等々等々が不十分なこと）等　だと明らかになっている。
統計
ユニセフによると、現在、世界各地の施設で暮らす子どもの数は、少なくとも270万人である。
140カ国のデータに基づいてユニセフが推計したところでは、世界では平均10万人につき120人の子どもが施設で暮らしている。中央ヨーロッパおよび東部ヨーロッパ地域では、10万人中666人と世界平均の5倍以上で、この地域が世界的に見て特に孤児の割合が高い。次に高い割合は、先進国で、10万人中約200人という割合である。続いて東アジアおよび太平洋地域で、10万人中153人という割合である。

## 孤児に手を差し伸べる活動
ユニセフが孤児に手を差し伸べる活動を行っている。孤児は児童養護施設でも養護・養育されることがある。またアメリカ合衆国では孤児を、アメリカ国外の孤児も含めて、養子としてひきとり育てている市民がかなりの数いる。
ユニセフによると、子供にとっては家庭的な環境における養育が最善であり、施設（児童養護施設の類）での養育は最後の選択肢であるべき、とのことである。単に安全な場所を与えるのではなく、愛情に包まれ支えになってくれる環境こそが、子供にとって大切だという。
養子に迎える活動
アメリカでは、普通の市民、特に裕福でも高収入でもない普通の市民、たとえば普通の大学教員などでも、韓国や中国から養子を迎えて育て上げたとか、今育てているという人たちがいる。自身に子供がなく養子を迎えるケースもあるが、アメリカでは、実の子供がいても養子を迎えて育てることがある。ジョン・ロバーツ連邦最高裁主席判事も、2人の子供を養子として育てている。 アメリカの芸能界では、女優のアンジェリーナ・ジョリーがカンボジアから男の子とエチオピアから女の子を養子に迎え育てている。アンジェリーナ・ジョリーは俳優ブラッド・ピットとの間に実子がいるが養子を迎えた。歌手のマドンナにも2人の実子がいるが、養子を迎えた。女優メグ・ライアンも中国から養子を、ユアン・マクレガーもモンゴルから養子を迎えた。

## 孤児を描いた作品
歐米の児童文学には、孤児、すなわち親のいない子供を主人公とした物語を紡いできた歴史がある。孤児の少年を主人公とした有名な作品としては、フランスの作家エクトール・アンリ・マロの『家なき子』、アメリカの作家マーク・トウェインの『トム・ソーヤーの冒険』などがある。孤児の少女を主人公とした作品としては『赤毛のアン』のアン、『秘密の花園』のメアリー、『あしながおじさん』のジュディーなどで、最初は保護者がいたのに保護者がすぐ離別してしまい孤児状態となってしまう『小公女』のセーラなど、事実上の孤児が物語の主人公である場合も多い。『ハリー・ポッターシリーズ』も主人公のハリー・ポッターは孤児である。なお、主人公だけでなく物語中に登場する鍵となる脇役が孤児である作品も含めると、その数はもっと多い。
アメリカ児童文学に登場する孤児
アメリカ児童文学の黄金期である1865年から1914年までのベストセラー作品を概観すると、『若草物語』（1868年）のローリー、『小公子』（1886年）のセドリック、『オズの魔法使い』（1900年）のドロシー、『秘密の花園』（1911年）のメアリー、『少女ポリアンナ』（1913年）のポリアンナなどは、いずれも孤児、あるいは親との離別を経験した子どもである。『トム・ソーヤーの冒険』のハックルベリー・フィンなどは「孤児中の孤児」として描かれる。
なお、アメリカ文学というのは、孤児の文学（孤児的な文学）だと言われる。そうなったのはそもそもアメリカ文化が「文化的孤児」になってしまったからだという。アメリカはカトリック教会からの離脱しプロテスタントの国となってしまったし（宗教的な親からの断絶）、18世紀末にイギリスから独立してしまったし（経済的、政治的な母国からの断絶）、すなわちヨーロッパが誇りとしてきた歴史や伝統から切れてしまった状態を自ら作りだしてしまい、文化的な親をいろいろな意味で失ってしまった状態になったからだという。面白いことに、そのような状態になったアメリカでは文学が "子供の無垢性"を称揚しはじめ、またアメリカの社会は無垢な子どもに啓蒙を与えるため公立学校や義務教育の普及や幼稚園の設立も進め始めたといい、さらに南北戦争の終結した1865年以降、子供に娯楽を提供する試みも始まり、興味深いことに、その娯楽物語には孤児が多く登場するようになった。おそらく、アメリカの一般市民もアメリカの作家も、孤児の姿の中に自分たちの姿を見るようになった。その結果、作家も孤児をヒロイックに描いている。一方で、アメリカ児童文学には社会問題として疎まれる「リアルな孤児」も少数ながら登場する。その背景には、19世紀半ば以降、ヨーロッパからの移民の急増や南北戦争や不況が災いして孤児が急増したという社会的事実がある。
日本の親が子に読ませたい、孤児を主人公とした作品
2003年（平成15年）に日本経済新聞が行なったアンケートで「子どもに読ませたい世界の名作」ベストテンに、『トム・ソーヤーの冒険』や『ハイジ』など、孤児を主人公とした作品が数多くランクインした。

## 比喩
師匠や先輩格の人物の廃業・死去、あるいは所属団体からの脱退などによって拠るべき上位の人間関係を失ってしまった若手・修行中の人物や一門弟子のことを、比喩的に「○○界の孤児」などと表現することがある。
オーファンワークス

英語では孤児をオーファン（英:orphan）と言うが、著作権所持者の特定ができない著作物を正式な用語では権利者不明著作物といい、孤児や親の無い子になぞらえて、英語では "orphan works" といい、日本語でもこの語を音写した外来語「オーファンワークス」が通用している。加えて日本語では同じ意味合いで「孤児著作物」「孤児作品」「オーファン作品」、その他の名称も用いられている。